# North Ealing (stanice metra v Londýně)
North Ealing je stanice metra v Londýně, otevřena byla 23. července 1903. Nachází se na lince :
- Piccadilly Line (označené tmavě modře) mezi stanicemi Park Royal a Ealing Common.

| Rok  | Počet cestujících |
| ---- | ----------------- |
| 2011 | 0,94 mil          |
| 2012 | 0,90 mil          |
| 2013 | 0,86 mil          |
| 2014 | 0,89 mil          |